# 工業氣體

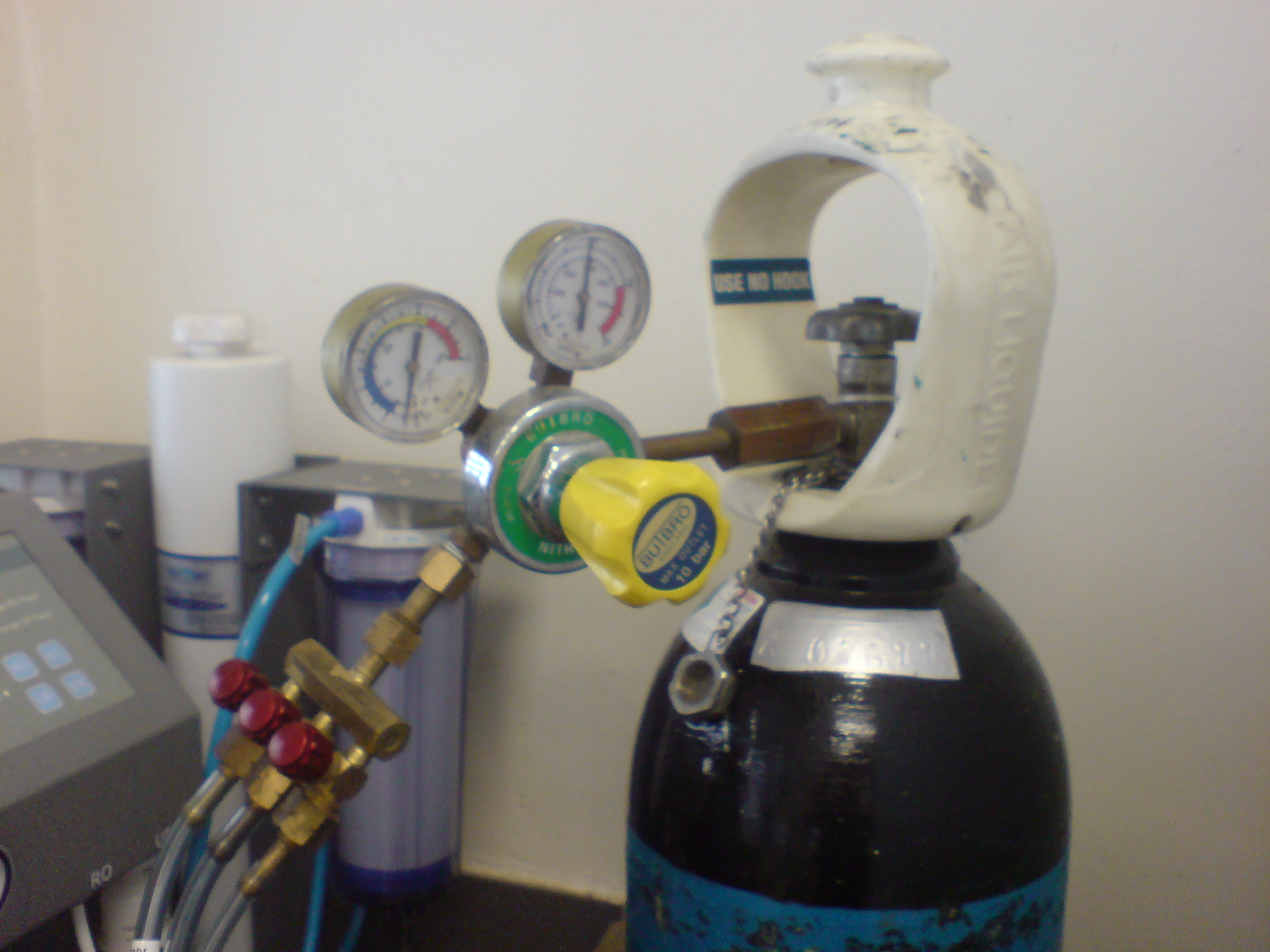
氮氣鋼瓶上的氣體調節器

工業氣體是為了在产业中使用而制造的氣態物質。常見的工業氣體有氮、氧、二氧化碳、氩、氢及乙炔，也有許多的其他氣體或是氣體混合物，以氣體鋼瓶的型式提供。工業氣體的產業包括有提供相關製造設備的產業、工業氣體供應商及使用廠商。工業氣體的製造也屬於廣義化学工业中的一部份（而工業氣體也常視為是特殊化學品）。
工業氣體應用在許多的產業中，例如石油產業、石油化工产品、化學、電能、采矿业、煉鋼、金属、环境保护、医学、藥品、生物技术、食品、水利、肥料、核動力、电子学及航空航天。工業氣體一般會賣給其他工業客戶，再將大量氣體分裝為鋼瓶，或是利用管線方式提供給客戶。
有些大規模的工業氣體訂單成交時，會伴隨著供應批發的代理商，業務中也包括販售或出租氣體鋼瓶，以及相關設備或技術人員。有些非工業場合也會有工業氣體需求，例如繫留氦氣球、針對啤酒桶的氣體、焊接氣體及焊接設備、LPG及氧療。
小規模的工業氣體零售就不只限於工業氣體公司或其客戶。可以利用許多小型手持的氣體容器（例如是鋼瓶、罐子、墨盒，膠囊），可以提供液化石油氣、丁烷、丙烷、二氧化碳或是一氧化二氮。例如氣彈奶油、二氧化碳氣彈及氣泡水機都會用到。

## 早期氣體應用史

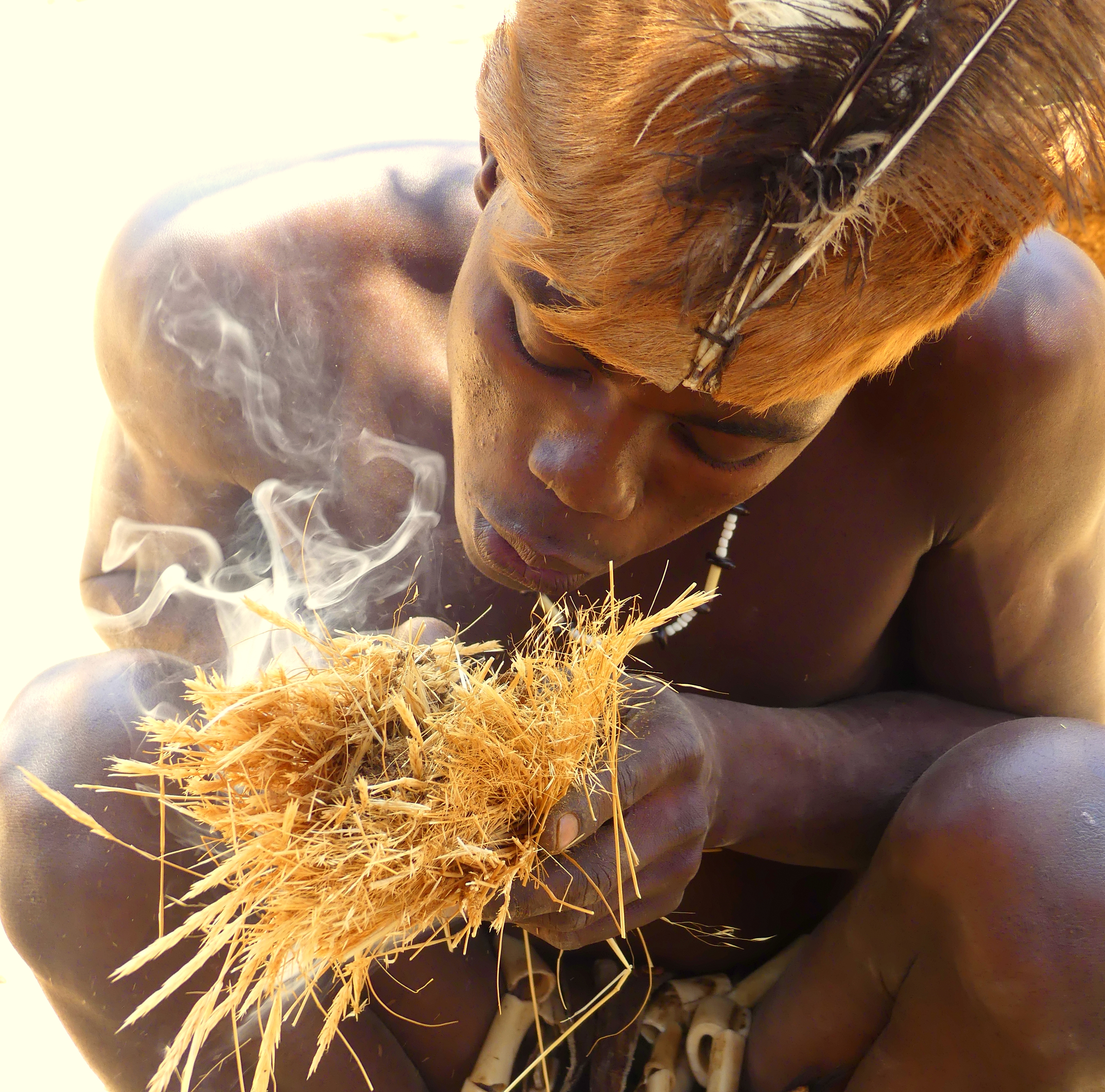
在火花旁邊吹氣

人類從自然環境中使用的第一種氣體應該就是空氣，遠古時期的人類發現在火旁邊吹氣或是扇風會使火更大。人類也用燒火時產生的煙來熏食物，並且用將水煮沸產生的水蒸汽來烹煮食物。

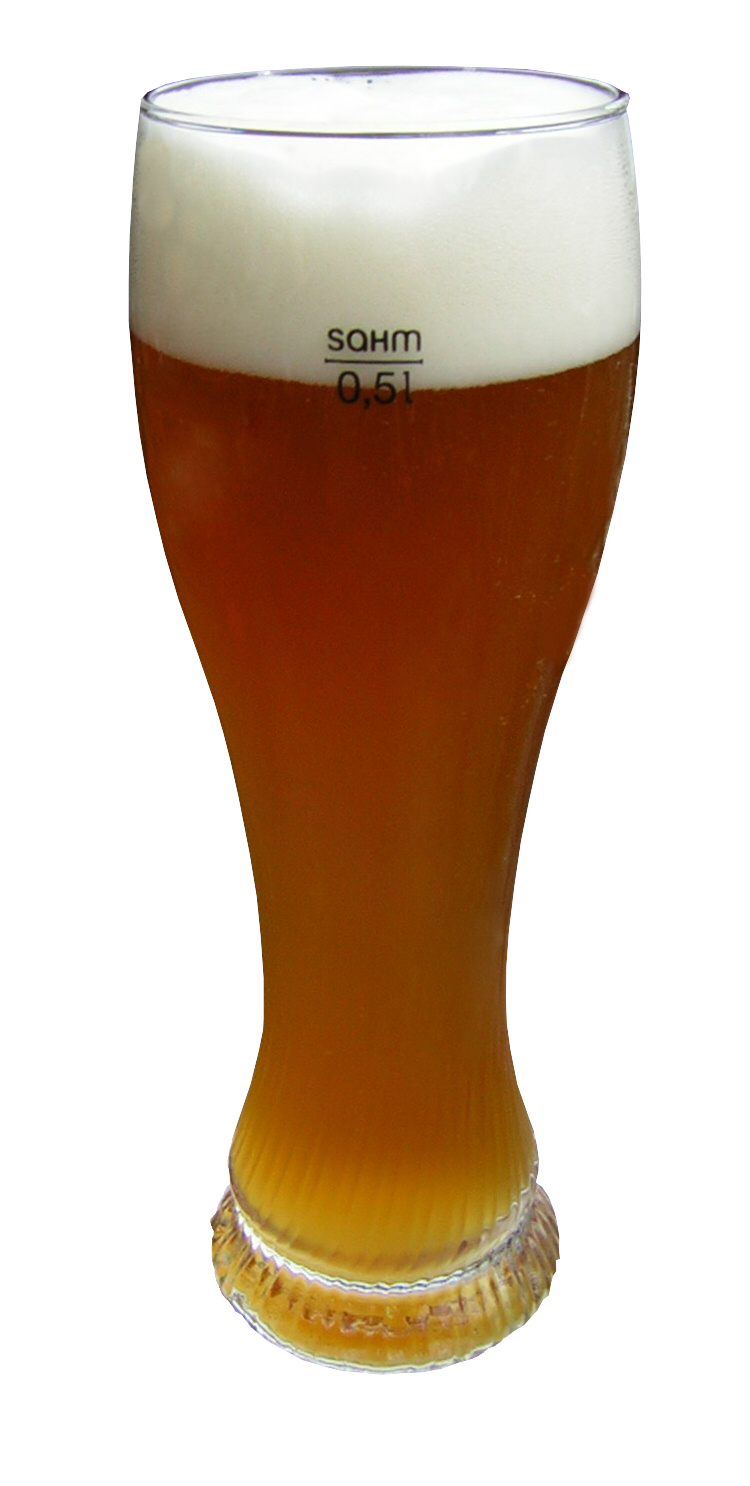
酒上面的二氧化碳泡沫

遠古時期的人類就知道二氧化碳，是食品發酵處理的副產產品，其中也包括酒，在中国新石器時期的賈湖遺址中就有記錄，約在西元前7000至6600年之間。中國約在西元前500年就開始使用天然气，當時人們發現可以將地上滲出的氣體透過竹管運送，作為煮沸海水的原料。二氧化硫是羅馬人用在製酒上的，他們會燃燒由硫作的蜡烛，放在空的酒容器中，使其中氣味保持清新，不會有醋的味道。

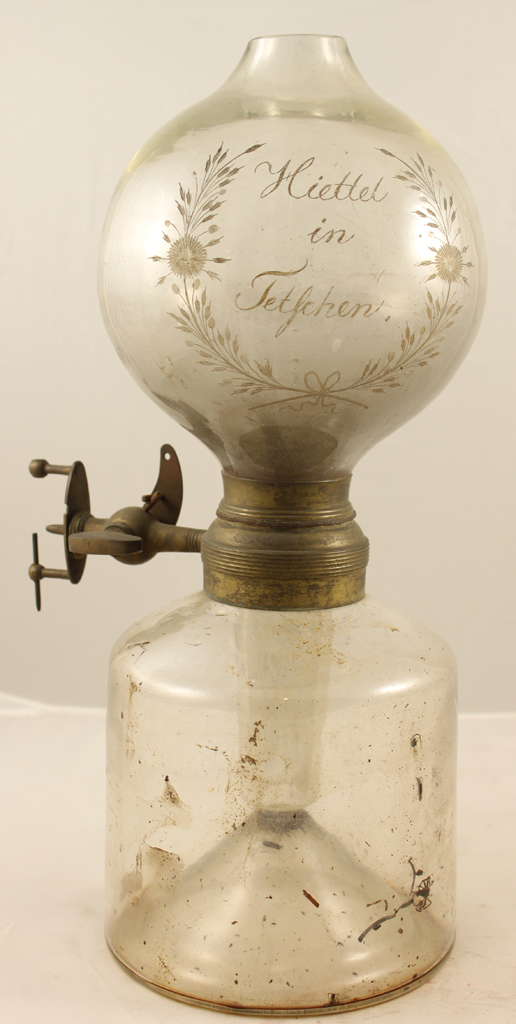
燃燒氫氣的Döbereiner's lamp

早期對氣體的瞭解包括了經驗證據以及煉金術的原始科學，後來隨著科學方法以及化學科學的建立，科學家們開始積極地識別以及瞭解這些工業氣體。

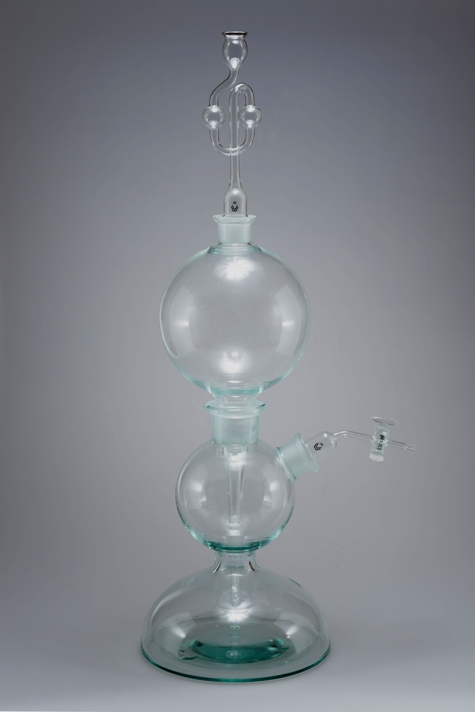
製備氫氣的啟普發生器

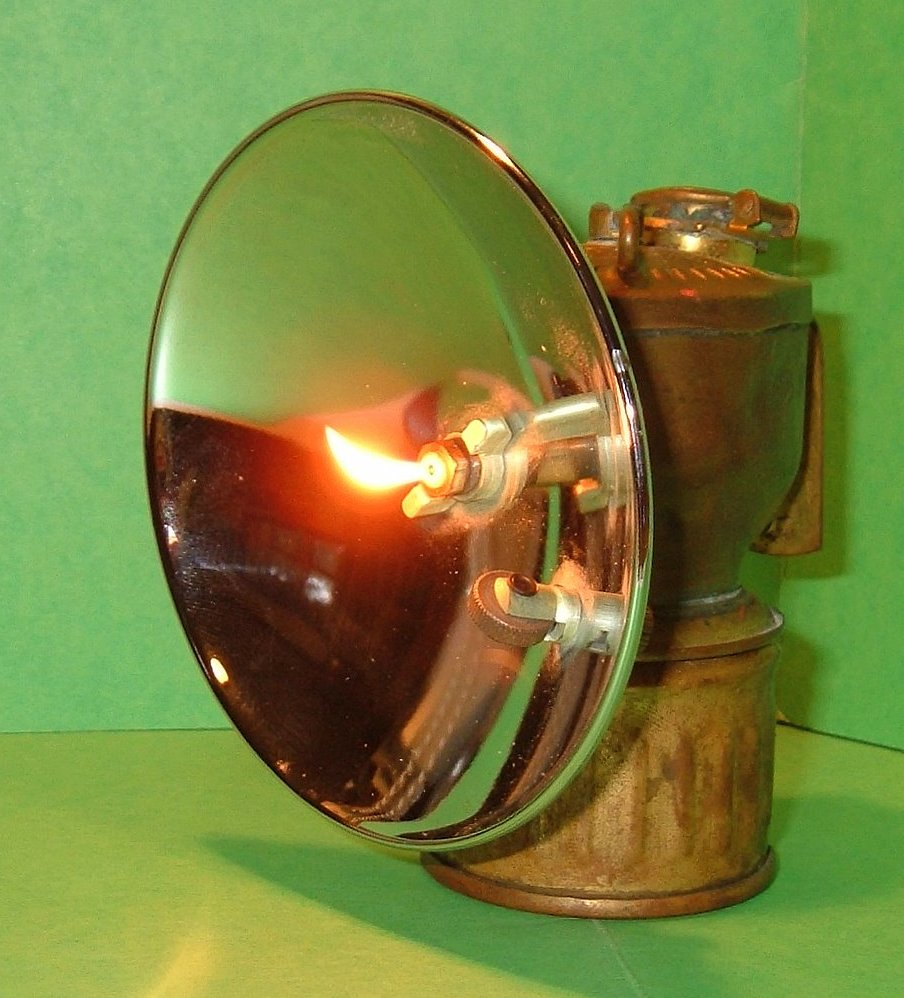
乙炔燈

根據化学史得知，在18世紀及19世紀的第一次工业革命中，識別了許多的工業氣體，也有些是首次製備出較純的氣體。依照發現時間來排列，分別是二氧化碳（1754年）、氫氣（1766年）、氮氣（1772年）、一氧化二氮（1772年）、氧氣（1773年）、氨（1774年）、氯氣（1774年）、甲烷
（1776年）、硫化氫（1777年）、一氧化碳（1800年）、氯化氫（1810年）、乙炔（1836年）、氦氣（1868年）、氟氣（1886年）、氬氣（1894年）、氪氣、氖氣及氙氣（1898年）及氡氣（1899年）。
二氧化碳、氫氣、一氧化二氮、氧氣、氨氣、氯氣、二氧化硫及人工燃氣在十九世紀就已經使用，主要是用在食品添加物、制冷、醫療、燃氣及煤氣燈。像有加二氧化碳的碳酸水是在1772年製造，1783年商品化。1786年開始使用氯氣來漂白紡織品，1844年首次在牙醫麻醉時使用一氧化二氮。此時使用的工業氣體是化学反应產生氣體後直接使用。像產生氫氣的啟普發生器就是在1844年發明的。像氫氣、硫化氫、氯氣、乙炔及二氧化碳等氣體都是透過簡單的气体析出反应生成。乙炔在1893年開始商業化生產，1898年開始用乙炔產生器來產生氣爐及煤氣燈需要的燃料，不過後來電力取代了乙炔照明上的用途，液化石油氣在1912年開始商品化，因此烹調用乙炔的使用需求也開始下降。

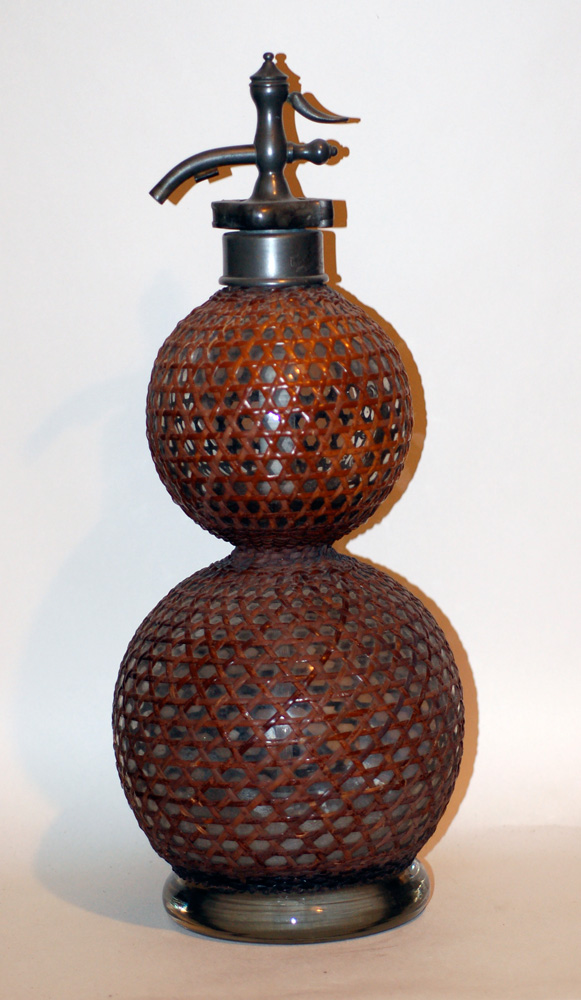
維多利亞時代後期的碳酸水裝置

一開始只能供應少量的工業氣體，但工業化時的工業氣體需求量也開始增加，因此也加快有關大量工業氣體生產的发明及技术創新。著名的氣體工業生產方式包括用水電解來產生氫氣（1869年）及氧氣（1888年），生產氧氣的布林过程（1884年）、生產氯氣的氯碱法（1892）以及製氨氣的哈柏法（1908年）。
冷凍空調的發展也開始了空氣調節及氣體液化上的進步。二氧化碳在1823年液化，是最早液化的氣體。第一個蒸氣壓縮制冷循環是由醚為工質，是由雅各布·帕金斯在1834年發展，1873年發明了使用氨的類似循環，另一個使用二氧化硫的類似循環是在1876年。液氧和液氮都是在1883年首次製備，第一次製備液氢是在1898年，而液氦是在1908年第一次生產。液化石油气是在1910年首次製備，有關液化天然气的專利是在1914年申請，首次商業化生產是在1917年。
工業氣體產業沒有具體的開始時點，不過許多人會以1880年代建立第一個高壓氣瓶為準。一開始氣瓶是因為用在碳酸飲料的碳酸化以及飲料填充。1895年發展了冷凍壓縮循環，因此可以進行空氣的液化，例如卡尔·冯林德開始了大量的氧氣製備，另外在1896年發現了大量的乙炔可以儲存在丙酮中，而且不會爆炸，因此可以安全的將乙炔裝瓶運送。
另外一個工業氣體的應用是1900年代利用氧氣及乙炔進行的焊接及金屬切割。後來發展了越來越多的工業氣體生成方式，因此許多氣體就可以用氣瓶的型式販售，不需要配合氣體生成器。

## 氣體製備技術

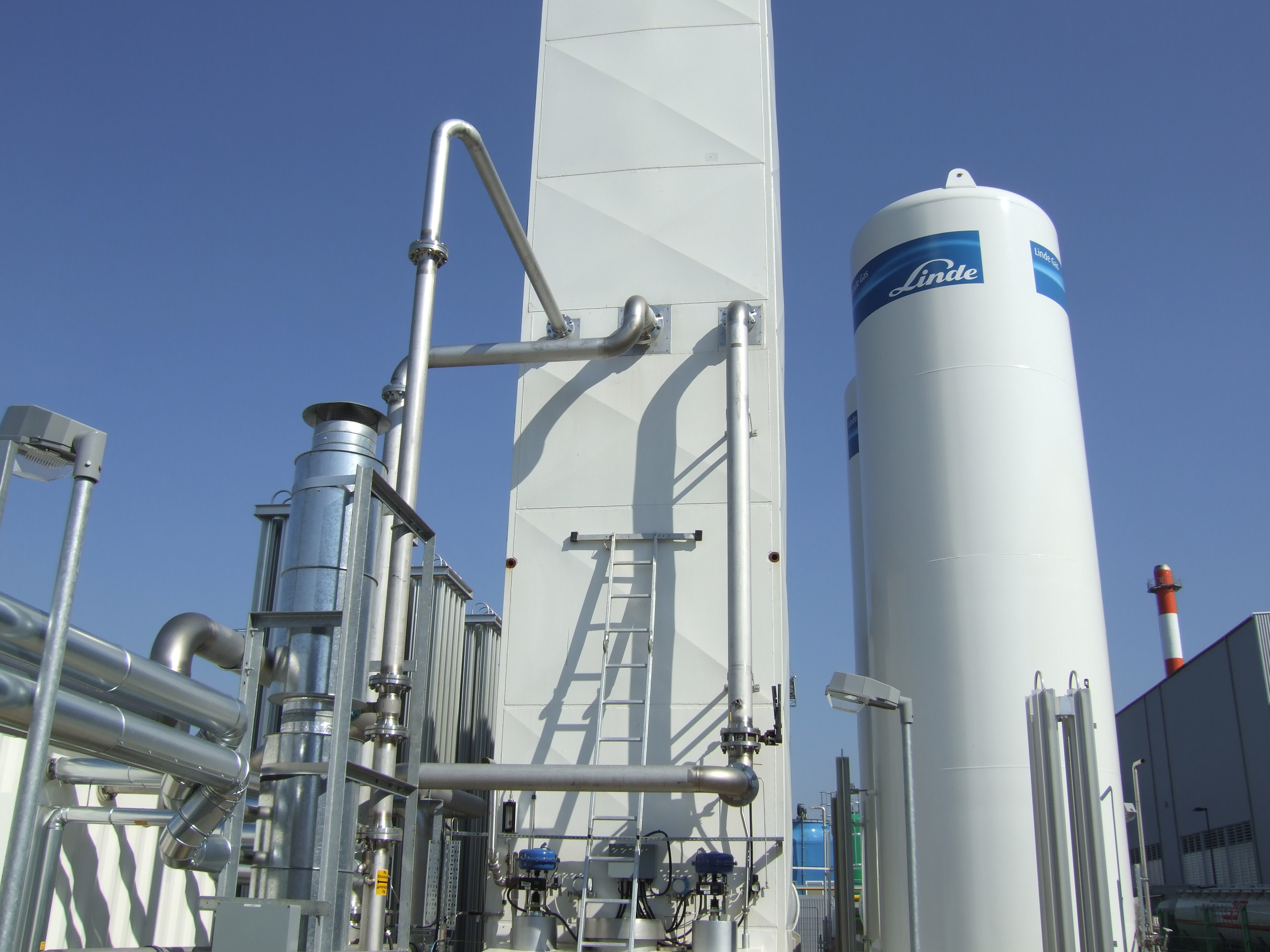
低溫空氣分離設備內的蒸餾塔

空气分离設備（ASU）藉由分离过程精炼空氣，可以大量的製備氮氣、氩氣及氧氣，這三種氣體常常會製備成低温的液体。為了達到夠低的蒸馏溫度，空气分离装置會用熱泵及冷凍循環，透過焦耳-湯姆孫效應來達到冷凍的目的。
除了上述主要氣體外，空氣分離是唯一可以製備痕量稀有气体氖、氪及氙的方式。
低溫技術也可以將氣體液化，製備液化天然气、液氢及液氦。在天然氣處理時，會將天然氣經過氮氣抑制單元，透過低溫技術去除氮氧，若是天然氣田中有足夠的氦，精炼符合成本的話，也可以用此程序也可以從天然氣中製備氦。較大的工業氣體公司都在其專業領域投資了許多的专利，特別是低溫技術。

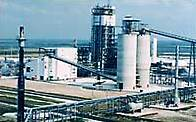
氣化

其他工業界中製備氣體的主要技術是蒸汽重整。蒸汽重整是將天然氣及水蒸汽轉換為包括氢和一氧化碳的合成气，而其副產品為二氧化碳。部份氧化及自熱重整（autothermal reforming）也是類似的製程，不過需要空气分离装置中所分離的氧氣。合成气是氨或甲醇化学合成的原料。產生的二氧化碳是酸性气体，多半會透過胺處理移除。分離的二氧化碳可以截存至碳捕集儲存，或是用來提高原油采收率。
空氣分離和氫重整技術是工業氣體技術的基礎，也是許多燃料气化反应技術（例如整体煤气化联合循环）、热电联产、费托合成天然氣製合成油架構中所需的技術。有許多氫氣製備的方式，在英國的奧克尼島也用氫氣作為代替碳氫化合物的碳中和替代燃料（有關氫氣的使用可以參考氢经济）。NASA的航天飞机是使用液氢為火箭推进剂。 

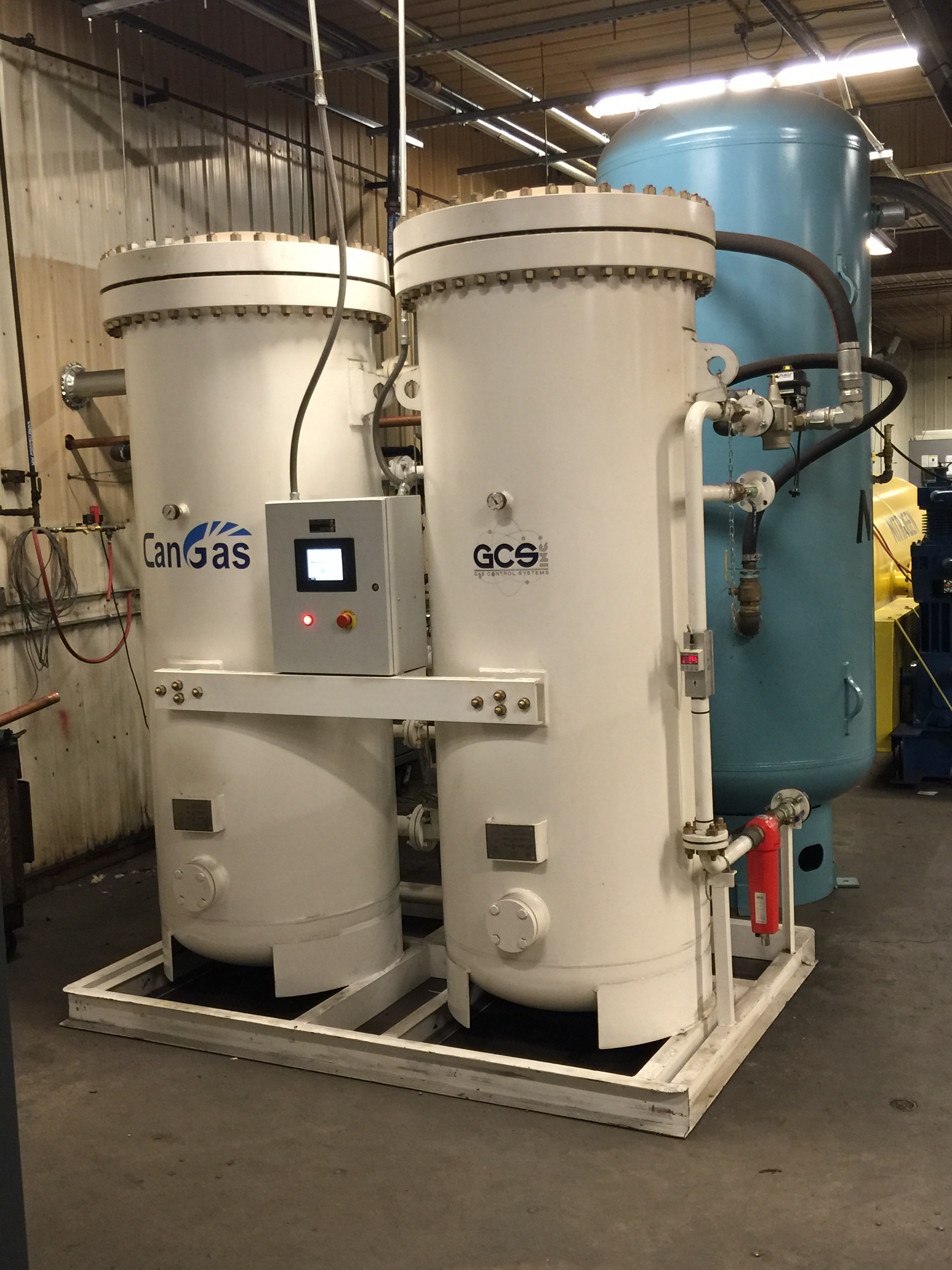
氮氣產生器

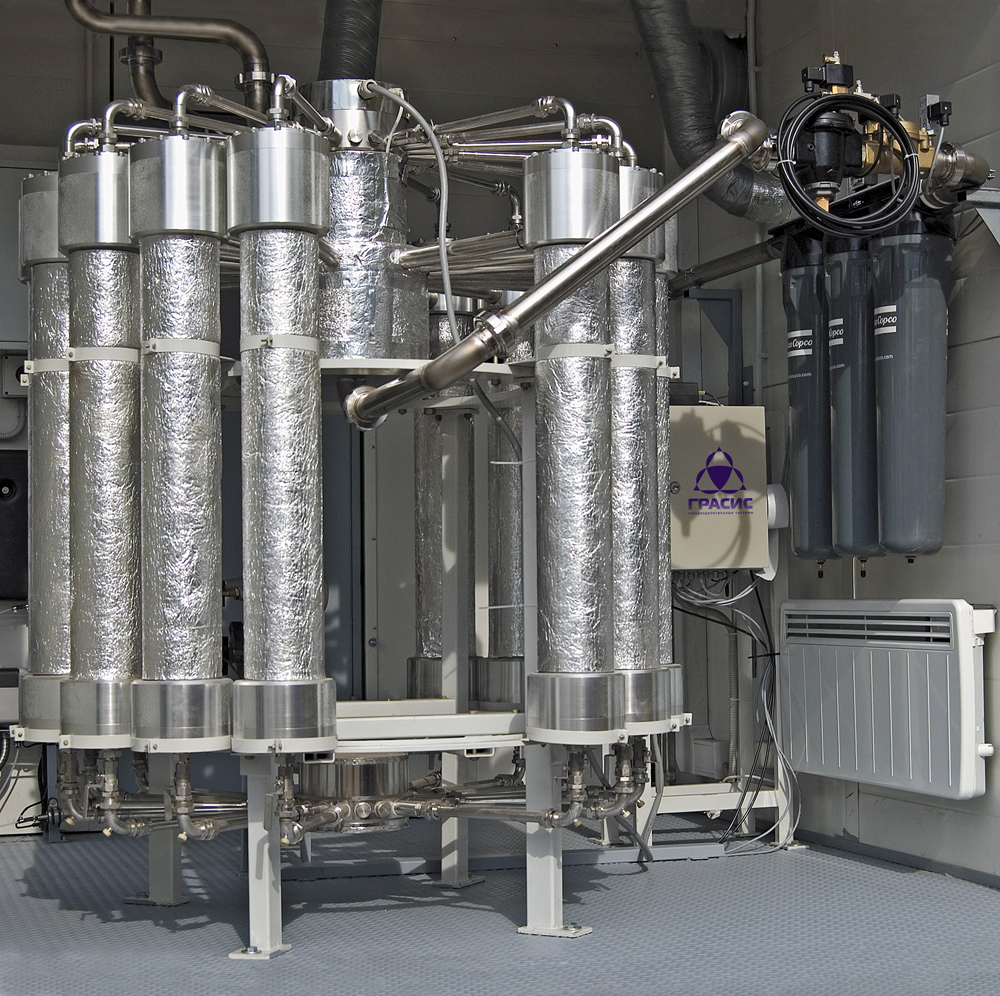
薄膜氮氣產生器

此外，也有一些較簡單的氣體分離技術，例如在變壓吸附或真空吸附製程中，會用到的氣體分離膜或分子筛，也會用在氮氣產生器或製氧機中，用來產生較不要求純度的空氣氣體。其他製造少量氣體的例子有化學氧產生器或氧氣濃縮器.
除了空氣分離以及合成氣重整產生的主要氣體外，工業界也可以生產許多其他的氣體。有些氣體單純就是其他產業的副產品，而有些可能需要從大型的氣體供應商來購買，並且精煉並且重新裝填。不過也有一些氣體有其生產的製程。例如氯化氫可以由在氯氣中燃燒氫氣來製備，硝酸铵略為加熱，熱分解後會產生一氧化二氮。氟的製備要透過电解，而在空氣或是氧氣中电晕放电可以生成臭氧。
有一些和氣體製備相關的服務及技術，例如真空（可能是醫療氣體系統需要的），净化的压缩空气，或是制冷。另一種特殊的系統是非活性氣體產生器。有些工業氣體公司也會提供一些相關的化学物质，特別像是溴及环氧乙烷等液體。

## 配氣系統

### 氣體供應方式

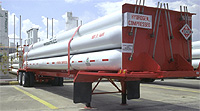
压缩氢气長管拖車

若是室溫及一般壓力下是氣體的化學物質，多半壓縮氣體的方式供應。會使用压缩机壓縮氣體，再透過管路裝填到压力容器（例如氣彈、氣瓶或壓縮空氣長管拖車）內。氣瓶是最常用的氣體儲存來源
不過不是所有的工業氣體都會用氣態的方式運送。有些氣體在常溫下是可以加壓液化的蒸氣，因此可以加壓為液壓，配合適當的容器運送。工業氣體的相變也使其在室溫下是良好的制冷剂，最有這類效果的業氣體有氨（R717）、丙烷（R290）、丁烷（R600）及二氧化硫（R764）。氯氣也有類似特性，不過因為其毒性、腐蝕性，以及容易和其他物質反應，因此很少作為制冷剂使用。若些氣體在溫度夠低時也會有相變，例如乙烯（R1150）、二氧化碳（R744）、乙烷（R170）、一氧化二氮（R744A）及六氟化硫。不過只有在壓力小於臨界壓力下時才可以液化，對於C2H4是9 °C，CO2是31 °C 、C2H6是32 °C，N2O是36 °C，SF6是45 °C。
上述物質若在以200巴的壓力加壓，因為其壓力超過临界壓力，也可以以氣體（非蒸氣，無法冷卻液化）的方式儲存在氣瓶中供應。其他的氣體只有在冷卻到夠低溫時才能以液態的方式供應。所有的氣體若在已可以凝結為液體的溫度，都可以作為制冷剂使用。例如氮氣（R728）及甲烷
（R50）都是低溫下的冷凍劑。
二氧化碳的性質比較特別，在一般壓力，溫度較低時為固体，稱為乾冰，在室溫下則升华為氣體。二氧化碳要在壓力超過三相点壓力5.1 bar以上，才可能變成液體。
乙炔的供應方式也和其他氣體不同，因為乙炔不穩定，容易爆炸，因此儲存時會溶在丙酮中，並且裝置在有多孔性材質的鋼瓶內。乙炔也是少數在一般壓力下不會相變為液體的工業氣體。

### 氣體輸送方式

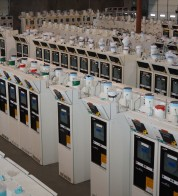
氣櫃

主要的工業氣體可以大量生產，並且利用管道運輸輸送給客戶，不過也可以將氣體包裝後運送給客戶。
大部份的氣體都可以裝填在氣體鋼瓶中販售，有些則是以液體的形式，裝在適當的容器（例如杜瓦瓶），或是以卡車運送的散裝液體。工業界一開始是用氣體鋼瓶來運送氣體，避免在客戶端製備氣體，不過像是煉鋼廠或是煉油廠之類的大型客戶，會在客戶附近設置大型的氣體製造廠（一般稱為「現場」設施），以避免使用大量的气缸歧管。另外一種供應工業氣體的方式是由化學工廠來製備氣體，而不是直接供應氣體。工業氣體公司本身有有運行氣體設備或是處理這類氣體的經驗，因此還可以依照客戶氣體設備的維護合約，提供設備操作員。
有些物體若以氣體的形式使用，有危險性，例如氟因為活性大，有高危險性。工業界一些會用氟化氢或是氢氟酸代替。另一種處理高活性氣體的作法是在需要氣體時才在需要的地點生成氣體，並立刻使用，例如臭氧會用臭氧生成機來生成。
氣體輸送的選項包括有直接現場產生氣體、管路、散裝輸送（卡車、鐵路、船），在氣體鋼瓶中的瓶装气体等。
散裝液化氣體一般會輸送到終端客戶的儲存罐中。終端客戶一般會再配合其自身小型的輸送系統，用氣體鋼瓶（或是裝有液化氣體的容器）裝填。有毒氣體或是可燃氣體一般是在儲存在終端客戶的氣櫃中，避免因外在火源失火，或是有氣體漏出的情形。

## 工業氣體的定義
工業氣體是許多特別為了工業生產而製造，在常溫，平常壓力下為氣態的物質。工業氣體是化学物质，可能是化學元素，也可能是有机化合物或无机化合物，若是分子，多半是分子量較小的分子。工業氣體也可能是許多氣體的混合物。工業氣體的價值是在其化學組成，可能是原材料、在製程中需要的物質，有用的產品，或是有特別的用途。
「工業氣體」一詞有時會限縮成氣體公司販售的主要氣體，像是氮氣、氧氣、二氧化碳、氬氣、氫氧、乙炔及氦氣。對於其他的氣體，不同公司所給的分類不同，不過多半會分為：「特殊氣體」、「醫療氣體」、「燃氣」或「氣態製冷劑」，不過氣體也可能因為其用途或產業而命名”，例如「焊接氣體」或「呼吸用氣體」，也可能依其來源來名類，例如「大氣氣體」，或是以供應方式來分類，例如「包装气体」，主要的氣體也可能會稱為「大宗氣體」或「常用气体」。
原則上，工業氣體公司所販售的氣體或是混合物應該都有某種的工業價值，因此應該都算是「工業氣體」。不過實務上，會列為工業氣體的多半是化合物，或是有準確比例及化學成份的混合物，以小容量販售，或是為了特殊應用，有高純度的需求（例如气焊和气割）。
一般而言，若氣體的主要用途是作為燃料，在一些定義下不會算是工業氣體。例如天然氣是工業上使用的氣體，主要用作燃料，偶爾才作為製造原料，以狹義的定義來看，不算是工業氣體。在石油產業中較少用到「工業氣體」的詞語，因為石油產業製造的烃是來自自然资源或是來自煉油廠。而像液化石油氣或液化天然氣是複雜的混合物，其中成份的比例也常有變化。石油化工业也是比較特別的，像石油提煉中的石化產品（例如乙烯）一般也不會稱為「工業氣體」。
化學產業有時對「工業氣體」的定義也有不同，像氨及氯氣有時會視為化學品（尤其是以液態方式供應時），而不視為是工業氣體
手持容器的少量氣體供應有時也不視為是工業氣體，因為其用途算是個人使用而不是工業用，供應者也不一定是化學藥品商。
這些區分是基於這些產業的感知邊界（雖然在實務上其實有些重疊），很難有科學化的精確定義。以下也是一些產業中的重疊之處：
燃氣（像是都市煤氣）以往會視為是工業氣體，而合成气常視為是石化產品，雖然其生產技術是工業氣體核心製造技術。另外，垃圾掩埋沼氣、生物氣體或廢物轉製能源以及氫製造技術也都有技術重疊的情形。
氦氣是工業氣體，不過其製備來源是來自天然氣的生產。
若氣體存放在氣瓶中，比較容易視為是工業氣體（用作燃料的例外）。
丙烷在用作冷媒時視為是工業氣體，不過若在液化天然氣製造時用來當冷媒，雖然兩者的技術是重疊的，但後者就不算是工業氣體。

## 氣體

### 元素氣體
已知可從自然资源取得的氣態化學元素有氫、氮、氧、氟、氯以及稀有气体，這些都稱為元素氣體。這些元素大部份都是原始核素，只有氡是自然界的痕量同位素，因為其所有同位素都是放射性衰變後產生的放射性核素（目前還不確定原子序数超過108以上的人工合成元素中，是否存在氣體元素，目前有學者推測112號及114號元素是氣體）
元素氣體中，在标准状况（STP）下是穩定双原子单质分子的有氫氣（H2）、氮氣（N2）、氧氣（O2）以及卤素中的氟氣（F2）及氯氣（Cl2）。稀有气体都是單原子氣體。
在工業氣體中會用元素氣體來區分這些氣體以及其他化學成份為化合物的氣體。元素氣體中都是非金属元素。
氡的化學性質穩定，但具有放射性，沒有穩定同位素。其中最穩定的同位素222Rn，其半衰期3.8天。其用途主要因為其放射性而不是其化學特性，因此在工業氣體中需要特殊的處理。氡氣可能是鈾礦床處理竹的副產物。
在這些氣體元素中，只有氯氣的臨界溫度高於标准状况的溫度，因此常溫下氯氣可以加壓變成液體。而溴和汞在标准状况下為液體，标准状况下會是液態元素和其元素蒸氣共存。
- 空氣中的氣態元素 
  - 氮（N2）
  - 氧（O2）
  - 氩（Ar）
- 惰性氣體元素
  - 氦（He）
  - 氖（Ne）
  - 氩（Ar）
  - 氪（Kr）
  - 氙（Xe）
  - 氡（Rn）
- 其他的元素氣體
  - 氢（H2）
  - 氯（Cl2）：其實屬於蒸氣
  - 氟（F2）

### 其他常見的工業氣體
以下列出氣體公司會販售的常見氣體
- 氣體化合物
  - 氨（NH3）
  - 二氧化碳（CO2）
  - 一氧化碳（CO）
  - 氯化氢（HCl）
  - 一氧化二氮（N2O）
  - 三氟化氮（NF3）
  - 二氧化硫（SO2）
  - 六氟化硫（SF6）
- 氣體烴
  - 甲烷（CH4）
  - 乙炔（C2H2）
  - 乙烷（C2H6）
  - 乙烯（C2H4）
  - 丙烷（C3H8）
  - 丙烯（C3H6）
  - 丁烷（C4H10）
  - 丁烯（C4H8）
- 重要氣體混合物（英语：gas blending）
  - 空氣
  - 呼吸用氣體（英语：breathing gases）
  - 合成气体（forming gas）
  - 焊接屏蔽氣體（英语：shielding gas）
  - 合成气（synthesis gas）
  - 液化天然气循環中用的混合冷媒

### 重要的液化氣體

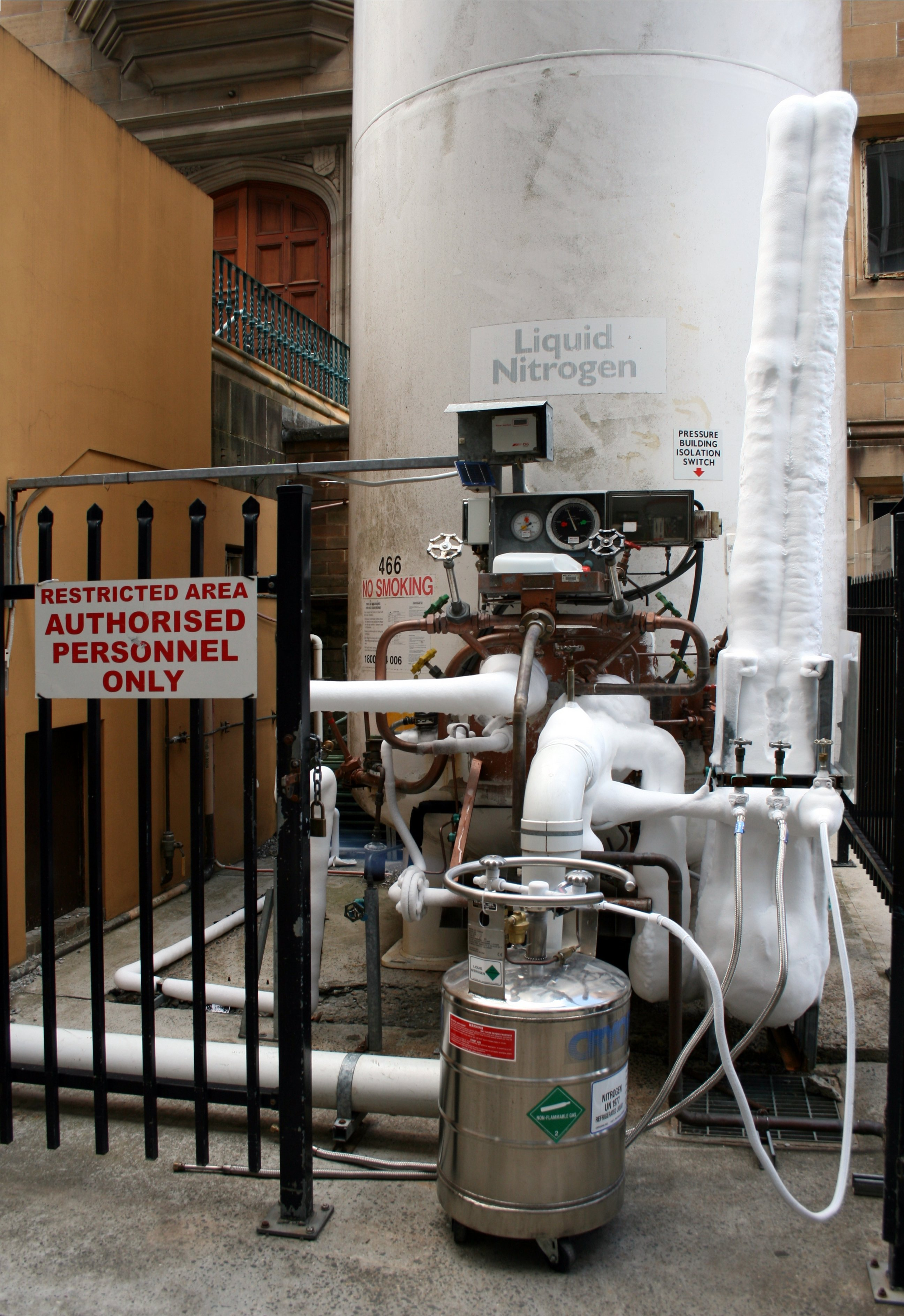
用杜瓦瓶盛裝儲存櫃中的液態氮

以下列出重要的液化氣體：
- 從空氣中製備
  - 液氮（LIN）
  - 液氧 (（LOX）
  - 液態氬（LAR）

- 有許多不同的製備來源
  - 液態二氧化碳

- 從烴原料生產
  - 液氢
  - 液氦

- 從烴原料生產的氣體混合物
  - 液化天然气（LNG）
  - 液化石油气（LPG）

## 工業氣體應用

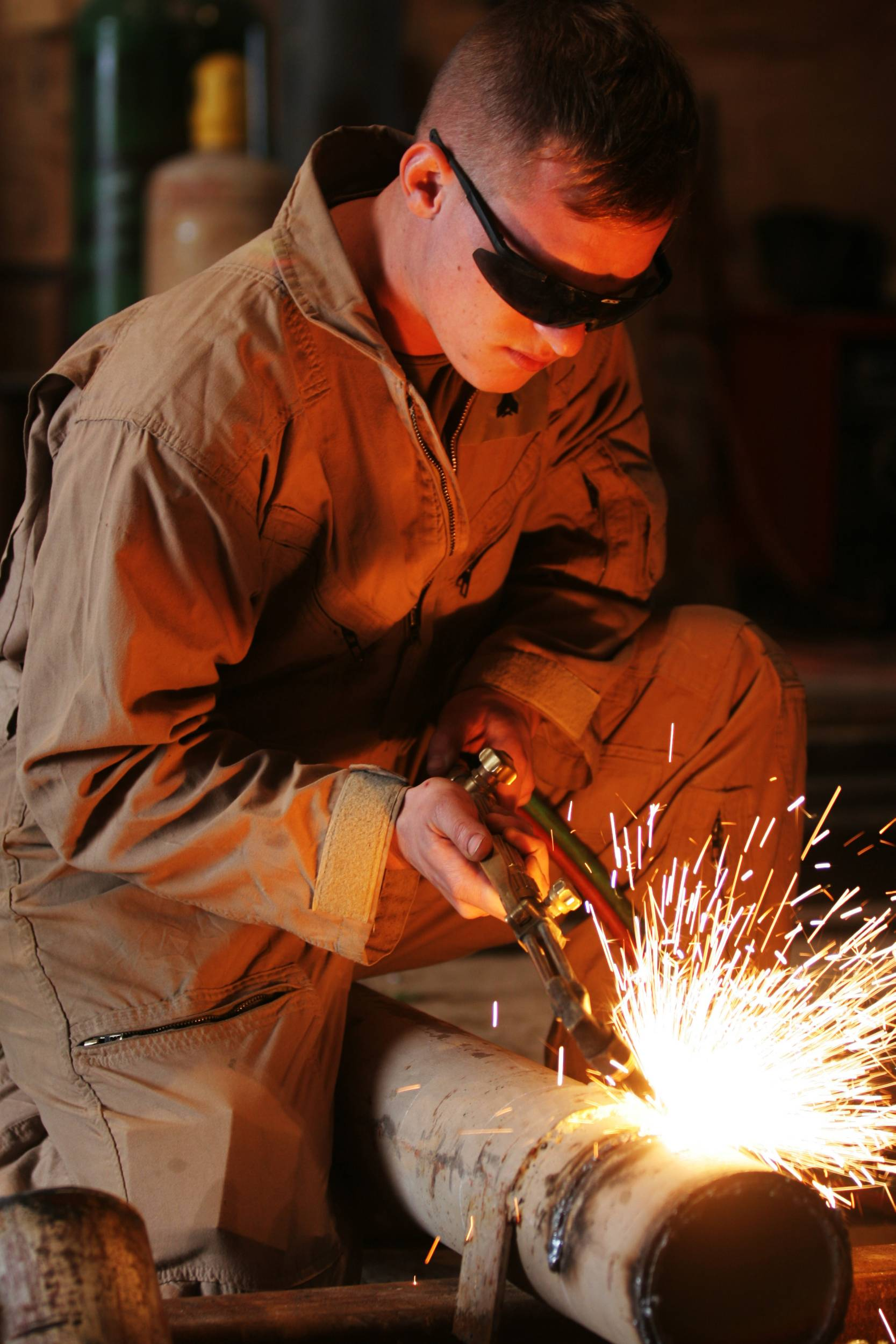
用割炬來切割鋼管

工業氣體會以鋼瓶與鋼瓶組使用，而液態的工業氣體會用用鋼瓶儲存。其應用相當廣泛，以下是一些應用的例子：
- 气溶胶喷雾
- 氣槍/漆彈
- 校正氣體（英语：calibration gas）
- 冷却剂
- 低温物理学
- 低温燃料（英语：Cryogenic fuel）
- 切割及焊接
- 介電氣體（英语：Dielectric gas）
- 环境保护
- 救火/气体灭火
- 食品加工业 [35][36]
- 包裝氣體（英语：packaging gas）
- 氣體放電燈
- 计量学及量測
- 实验室及儀表
- 安全用氣體（英语：Gas cabinet）及惰化用氣體（英语：inerting system）
- 玻璃、陶瓷器等
- 提升氣體（英语：Lifting gas）
- 醫療氣體治療（英语：Medical gas therapy）
- 冶金学
- 裝藥
- 冰箱
- 火箭推进剂
- 橡胶、塑料、涂料
- 半導體產業
- 汽水喷泉（英语：Soda fountain）
- 水处理/工業水處理（英语：Industrial water treatment）
- 潜水

## 公司
- AGA AB（英语：AGA AB）（已併入林德集团）
- Airgas（英语：Airgas）（已併入液化空气集团）
- 液化空气集团
- Air Products & Chemicals（英语：Air Products & Chemicals）
- 巴斯夫
- BOC（英语：The BOC Group）（已併入林德集团）
- Gulf Cryo（英语：Gulf Cryo）
- 林德集团（以前的Linde AG）
- 日本气体（太陽日酸公司（英语：Taiyo Nippon Sanso Corporation）的一部份）
- 梅塞爾工業氣體集團（英语：Messer Group）
- Mox-Linde氣體（英语：MOX-Linde Gases）
- 普莱克斯
- Matheson Tri-Gas（英语：Matheson Tri-Gas）（太陽日酸公司（英语：Taiyo Nippon Sanso Corporation）的一部份）

## 外部連結
- 维基共享资源上的相關多媒體資源：工業氣體